# Údolí smrti (Nida)
Údolí smrti, litevsky Mirties slėnis, je údolí mezi písečnými dunami Parnidžio kopa a Sklandytojų kopa v Nidě, Nerinze na Kuršské kose v Klaipėdském kraji v západní Litvě. Nachází se poblíž hranic s Ruskem a v Národním parku Kuršská kosa a jeho přírodní rezervaci Grobšto gamtinis rezervatas na trase okružní turistické stezky Okolo Nidy (Pėsčiųjų maršrutas Aplink Nidą).

## Historie
V letech 1870 až 1871 nebo 1872 zde byl zřízen tábor pro francouzské válečné zajatce. Mnoho vězňů zemřelo kvůli špatným podmínkám věznění, vyčerpání a nemocem a byli pohřbeni na hřbitově zřízeném v táboře. Množství padlých zajatců a jejich podmínky a dokonce i místo jsou předmětem dohadů. S největší pravděpodobností zde zajatecký tábor byl zřízen a v roce 2018 byl pod vrcholem Parnidžio kopa umístěn památník francouzských válečných zajatců (Skulptūra prancūzų karo belaisvių atminimui).

## Galerie

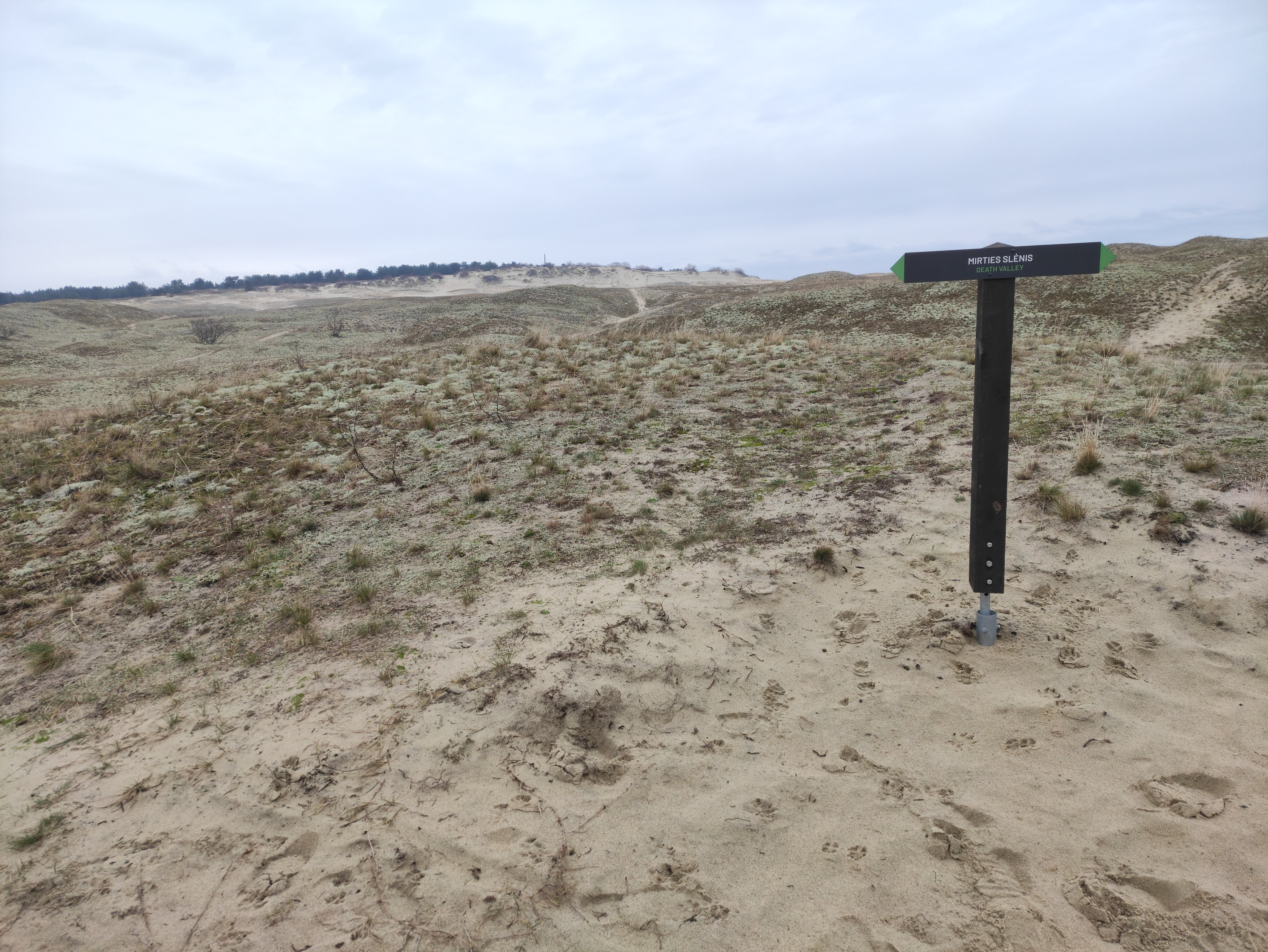
Ukazatel směru
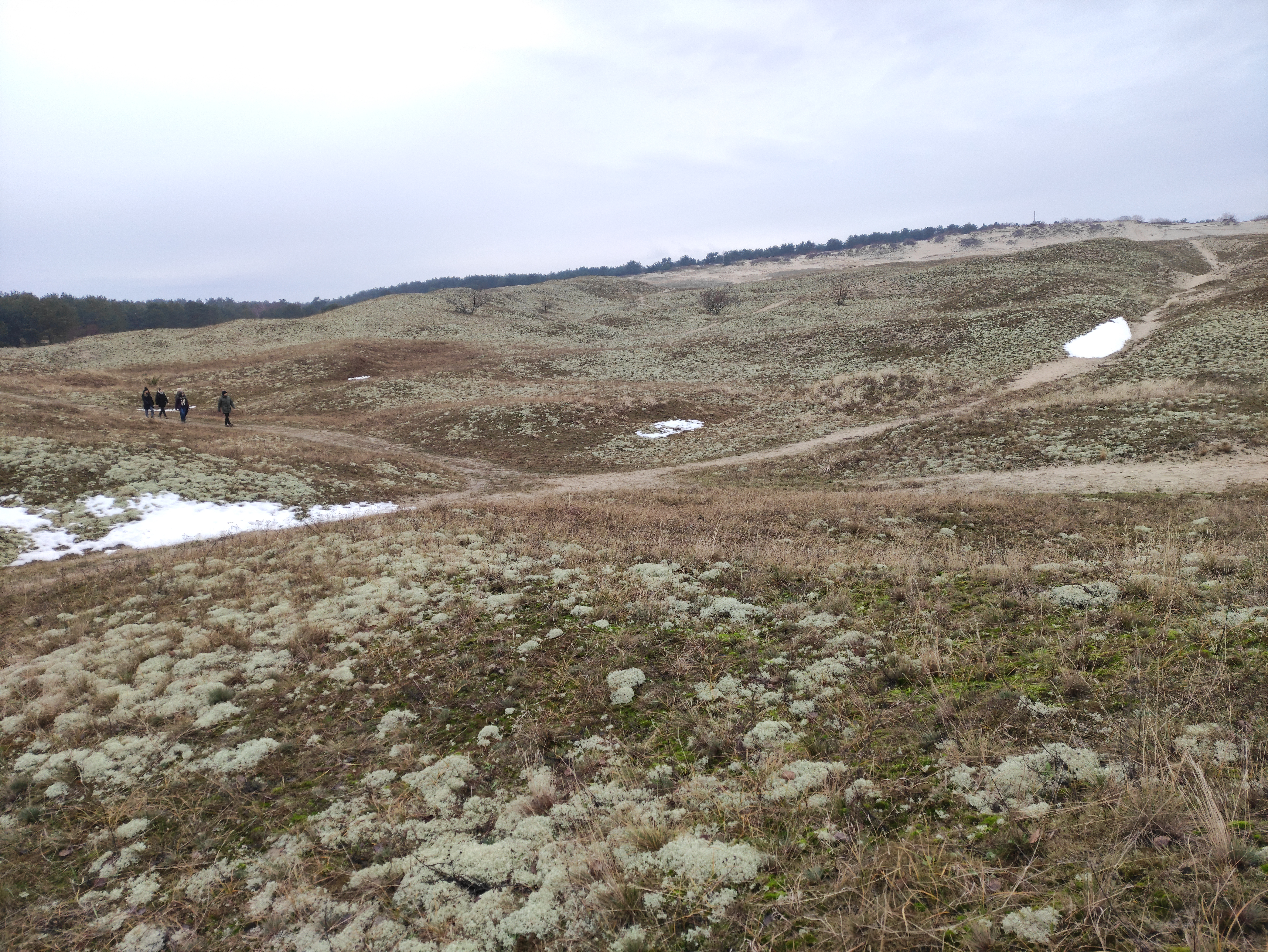
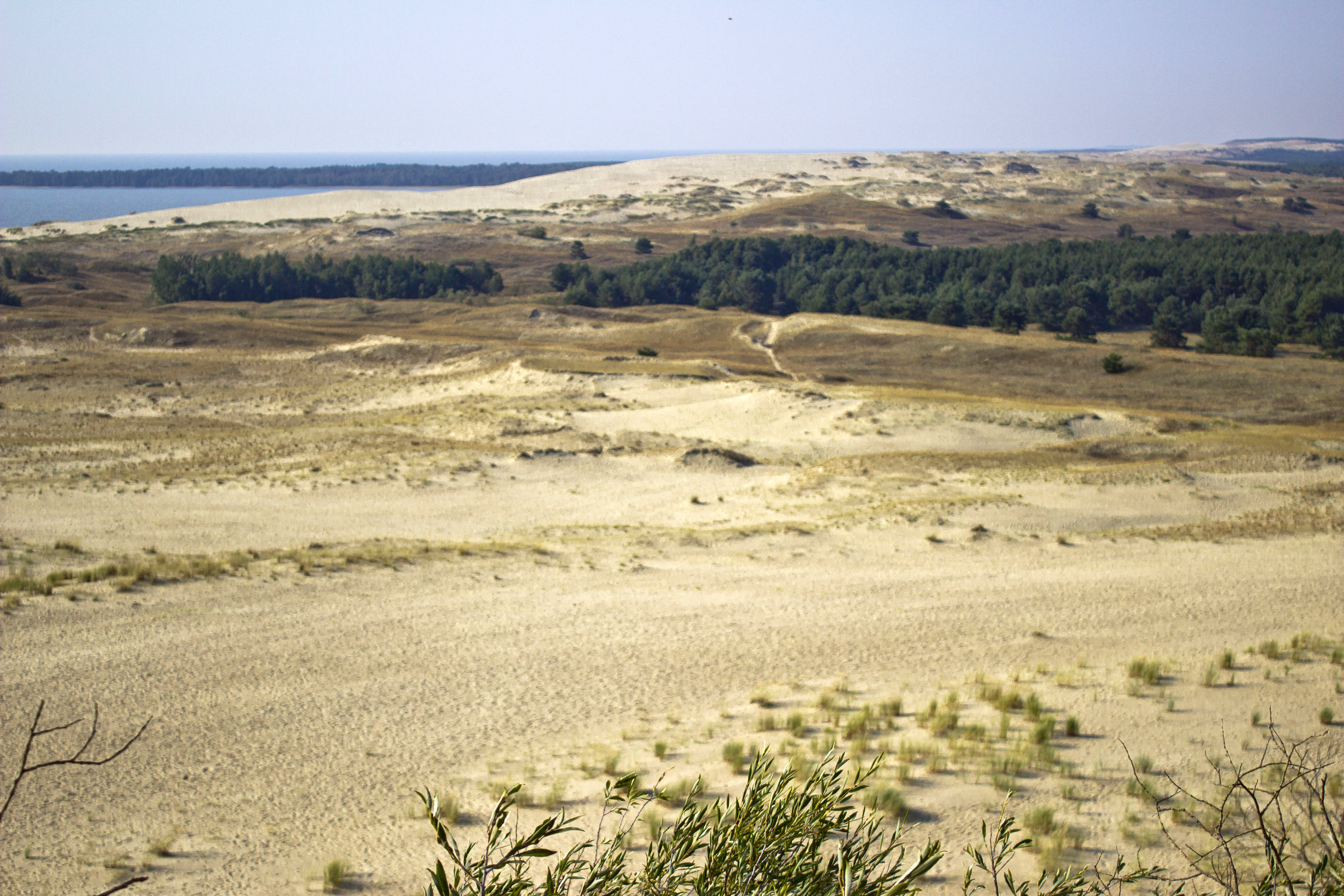
Pohled do údolí Smti a do Ruska
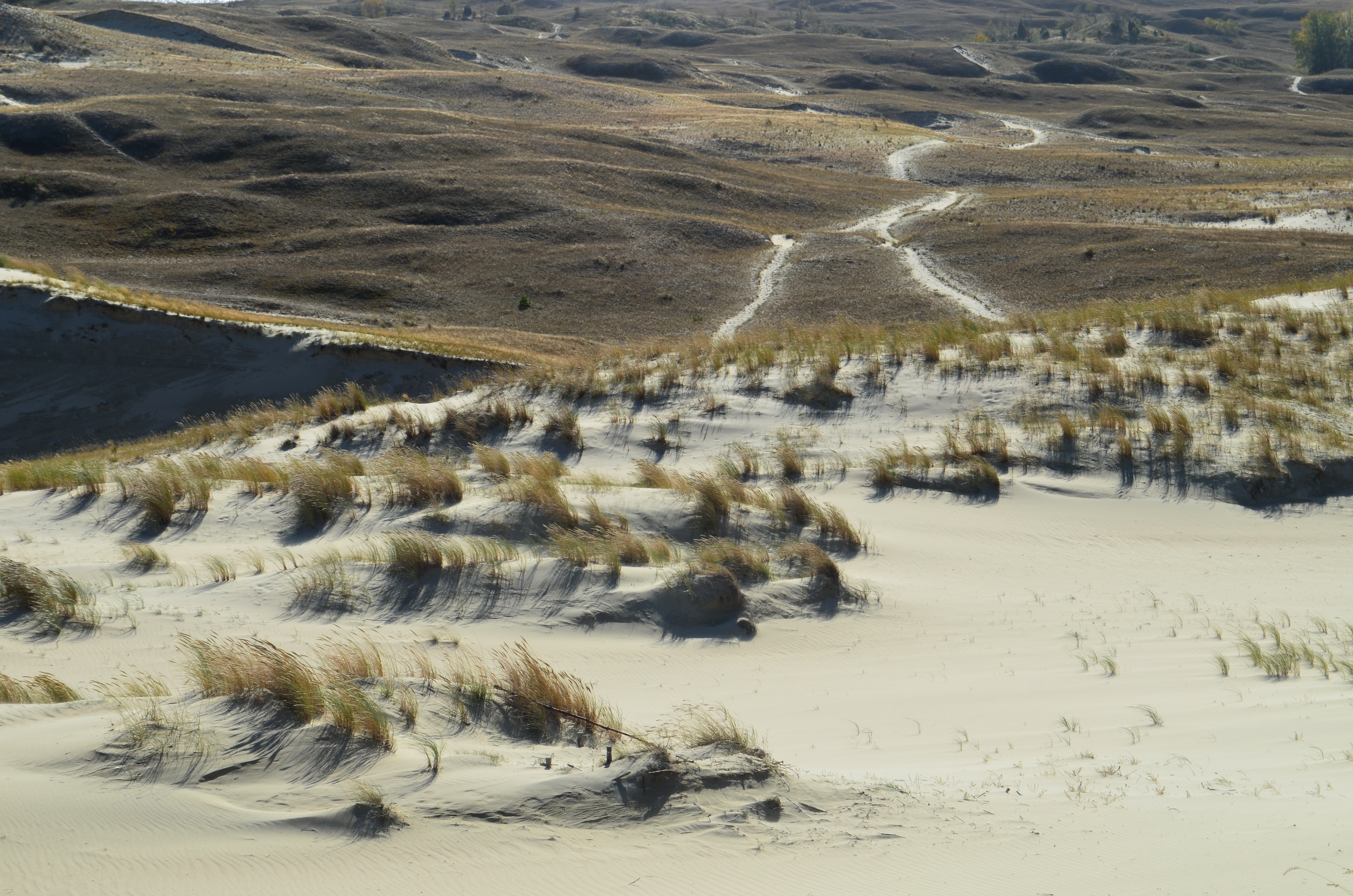
Pohled do údolí Smti a do Ruska